# Metabelbella meridiana
Metabelbella meridiana är en kvalsterart som först beskrevs av Norton 1979.  Metabelbella meridiana ingår i släktet Metabelbella och familjen Damaeidae. Inga underarter finns listade i Catalogue of Life.